# Deep (rivier)
De Deep is een rivier in de regio Great Southern in West-Australië.

## Geschiedenis
Ten tijde van de Europese kolonisatie leefden de Minang Nyungah Aborigines in het gebied.
Kapitein Thomas Bannister nam de rivier in 1831 als eerste Europeaan waar. Ze werd in 1841 door koloniaal secretaris Peter Brown de Deep genoemd.

## Geografie
De Deep ontspringt net ten westen van Lake Muir. De rivier stroomt vervolgens 120 kilometer in zuidelijke richting, door verscheidene nationale parken en door enkele waterpoelen waaronder 'Rowell's Pool'. In de rivier liggen enkele watervallen waaronder 'Fernhook Falls' en 'Gladstone Falls'. De Deep mondt uiteindelijk via de Nornalup-inham in de Indische Oceaan uit.
De rivier wordt door onder meer volgende twee waterlopen gevoed:
- Croea Brook (62m)
- Weld River (61m)

De Deep stroomt het hele jaar door al vindt 80 % van de waterafvoer 's winters en in de lente plaats. De laatste 6 kilometer van de rivier ondervindt invloed van het getijde. De Deep is meestal ondiep al wordt ze op sommige plaatsen tot 5 meter diep. Het stroomgebied van de rivier is ongeveer 100 km² groot en grotendeels bebost.
In 2009 werden de Walpole en Nornalup-inhammen en de rivieren Walpole, Deep en Frankland - tot waar ze onderhevig zijn aan het getijde - ondergebracht in het 'Walpole and Nornalup Inlets Marine Park'. Het marinepark wordt bijna volledig begrensd door de Indische Oceaan en het nationaal park Walpole-Nornalup.